# Дзержинское (Приморский край)
Дзержи́нское  — село в Октябрьском районе Приморского края России. Входит в состав Покровского сельского поселения.

## География
Село Дзержинское стоит на автодороге местного значения, соединяющей автотрассу Уссурийск — Пограничный со станцией ДВЖД Галёнки.
Расстояние до села Галёнки (по автотрассе) около 8 км. Расстояние до районного центра Покровка (через Струговку) около 23 км.

## Население
| 2002 | 2010 |
| ---- | ---- |
| 430  | ↗564 |

## Улицы
| - ул. Комсомольская, - ул. Октябрьская, | - ул. Первомайская, - ул. Степная. |